# Laura Moiseová
Laura Manuela Moise (provd. Moricz), (* 11. říjen 1976 Oneşti, Rumunsko) je bývalá reprezentantka Rumunska v judu.

## Sportovní kariéra
Judu se věnovala vrcholově v Kluži. Po celou karieru patřila k evropské špičce, ale světová extratřída superlehké váhy tehdy náležela Japonkám a Kubánkám. V roce 2000 startovala jako mistryně Evropy na olympijských hrách v Sydney a vypadla ve druhém kole.
V roce 2001 se vdala a ještě v dalším roce dokázala uhájit pozici reprezentační jedničky proti Alině Dumitruové. Od roku 2003 se však na mezinárodní scéně přestala pohybovat. Věnuje je trenérské práci. Její nejznámější svěřenkyní byla Corina Căprioriuová.

## Výsledky
| Turnaj             | 1993            | 1994            | 1995            | 1996            | 1997            | 1998            | 1999            | 2000            | 2001            | 2002            |
| Turnaj             | 17              | 18              | 19              | 20              | 21              | 22              | 23              | 24              | 25              | 26              |
| Turnaj             | superlehká váha | superlehká váha | superlehká váha | superlehká váha | superlehká váha | superlehká váha | superlehká váha | superlehká váha | superlehká váha | superlehká váha |
| ------------------ | --------------- | --------------- | --------------- | --------------- | --------------- | --------------- | --------------- | --------------- | --------------- | --------------- |
| Olympijské hry     |                 |                 |                 | —               |                 |                 |                 | úč.             |                 |                 |
| Mistrovství světa  | —               |                 | úč.             |                 | úč.             |                 | úč.             |                 | —               |                 |
| Mistrovství Evropy | —               | úč.             | úč.             | 3.              | 5.              | 5.              | 2.              | 1.              | 2.              | 3.              |
| ME juniorů         | 3.              | 7.              |                 |                 |                 |                 |                 |                 |                 |                 |